# 정신옹주 (선조)
정신옹주(貞愼翁主, 1582년 8월 18일(음력 7월 21일) ~ 1653년 3월 13일(음력 2월 14일))는 조선 선조(宣祖)의 장녀이자 서장녀로 인빈 김씨(仁嬪 金氏) 소생이다. 인조의 고모이기도 하다.

## 생애

### 탄생과 혼인
1582년(선조 15년) 음력 7월 21일, 선조와 당시 내명부 정3품 소용이었던 인빈 김씨의 딸로 태어났다.
1591년(선조 24년), 서성의 넷째 아들인 서경주(徐景霌)를 달성위(達城尉)에 봉하고 의빈으로 선발하여 정신옹주와의 혼례를 약조하였으나, 다음해에 임진왜란이 발발하면서 연기되었다. 1596년(선조 29년) 서경주와 길례를 올렸으며 이후 3남 5녀를 낳았다.

### 옹주 시절
정신옹주와 서경주 부부의 첫째딸인 서미생(徐楣生)은 연흥부원군 김제남의 차남이자 인목왕후의 남동생인 김규와 혼인하였는데, 김제남이 계축옥사에 연루되어 사사되면서 김제남의 아들이자 정신옹주의 사위인 김규 또한 연좌되어 사망하였고, 남편 서경주와 시아버지인 서성 또한 붙잡혀 공초를 받았다. 정신옹주는 이때 김제남의 손자인 김천석을 연좌되지 않게 숨겨주었다.
1624년(인조 2년), 정신옹주는 인조에게 정문(呈文)을 올렸는데, 이괄의 난 당시 관향사 남이웅이 옹주 소유의 황해도 봉산(鳳山) 농장의 곡식 200석을 쓴 일 때문이었다. 인조는 호조의 청을 받아들여 역적의 집에게서 곡식값을 갚도록 하고 반란군에게서 적몰한 집 두채를 정신옹주에게 내려주었다. 인조실록의 사관은 이날 정신옹주와 서경주 부부의 행적을 비판하였다.
 
적몰(籍沒)한 노비 10구(口)를 능원군(綾原君) 이보(李俌)에게 내리고,
적몰한 집 2구(區)를 정신옹주(貞愼翁主)에게 내리라고 명하였다.
이에 앞서 역적 이괄의 변란 때 관향사 남이웅(南以雄)이 군향(軍餉)이 모자라서
옹주의 봉산(鳳山) 농장의 곡식 2백여 석을 가져다 썼는데
이때에 이르러 옹주가 정문(呈文)하자, 호조가 역적의 집으로 그 곡식 값을 갚기를 청하니,
상(인조)이 윤허한 것이다.
정신옹주의 부마(駙馬)는 달성위(達城尉) 서경주(徐景霌)인데,
나라의 일이 급한 것은 생각하지 않고 군수로 징발되어 쓰인 것을 갚기를 요구하며
마치 장사꾼이 값을 따지는 것같이 하였으므로, 시의(時議)가 비루하게 여겼다.

 — 《인조실록》 6권,
인조 2년(1624년 명 천계(天啓) 4년) 6월 1일 (계미)
1643년(인조 21년) 9월, 남편 서경주와 사별하였다.
1647년(인조 25년) 4월, 정신옹주는 아들 서정리(徐貞履)가 충원 현감으로 근무하자 그 임소에 가서 아들을 만나고 싶어하였다. 인조는 정신옹주에게 왕자의 예에 맞게 말(馬)을 지급하고 내의로 하여금 약을 지참하여 수행하게 하였다. 하지만 간원에서 수령은 춘분 후에 가족을 데려갈 수 없고, 옹주가 아들을 보러 가는데에 말을 지급하는것은 일의 체모를 보아 맞지 않는다고 명을 거둘것을 청하자 다시 받아들였다.

### 사망
1653년(효종 4년) 2월 14일, 졸하였다. 효종은 정신옹주에게 지급하던 녹봉을 3년간 그대로 지급하라고 명하였다. 

## 가족 관계
| - 조부 : 덕흥대원군(德興大院君, 1530~1559) - 조모 : 하동부대부인 정씨(河東府大夫人 鄭氏, 1530~1567) - 아버지 : 선조(宣祖, 1552~1608) - 외조부 : 김한우(金漢佑, 1501~1577) - 외조모 : 전주 이씨(全州 李氏) - 이효성(李孝性)의 딸 - 어머니 : 인빈 김씨(仁嬪 金氏, 1555~1613) - 오빠 : 의안군 성(義安君 珹, 1577~1588) - 오빠 : 신성군 우(信城君 珝, 1578~1592) - 오빠 : 원종(元宗 1580~1619) - 여동생 : 정혜옹주(靜惠翁主, 1584~1638) - 여동생 : 정숙옹주(貞淑翁主, 1587~1627) - 여동생 : 의창군 광(義昌君 珖, 1589~1645) - 여동생 : 정안옹주(貞安翁主, 1590~1660) - 여동생 : 정휘옹주(貞徽翁主, 1593~1653) | - 배우자 : 달성위(達城尉) 서경주(徐景霌, 1579~1643) - 장녀 : 서미생(徐楣生, 1597~1666) - 사위 : 김규(金珪, 1592~1613) - 인목왕후의 동생 - 외손자 : 김홍석(金弘錫, 1612 ~ ?) - 장남 : 서정리(徐貞履, 1599 ~ 1664) - 며느리 : 삼척 심씨(三陟 沈氏) - 감찰(監察) 심열(沈說)의 딸 - 며느리 : 경주 이씨(慶州 李氏) - 판서(判書) 이시발(李時發)의 딸 - 차녀 : 서예생(徐禮生, 1601 ~ ?) - 사위 : 이명인(李命寅, 1601 ~ ?) - 3녀 : 서희생(徐喜生, 1603 ~ ?) - 사위 : 청송 심씨 심항(沈伉) - 외손자 : 심지유(沈之游, 1621 ~ ?) - 외손자 : 심지영(沈之泳, 1623 ~ ?) - 4녀 : 서지순(徐止順, 1614 ~ ?) - 사위 : 권우(權堣, 1610∼1685) - 차남 : 삼척부사(三陟府使) 서정리(徐正履, 1617 ~ 1678) - 며느리 : 김계임(金季任) - 5녀 : 서지효(徐止孝, 1620 ~ ?) - 사위 : 전의 이씨 이만웅(李萬雄) - 3남 : 서진리(徐晉履, 1622 ~ 1661) - 며느리 : 경주 김씨(慶州 金氏) |